# Catedral de Helsínquia

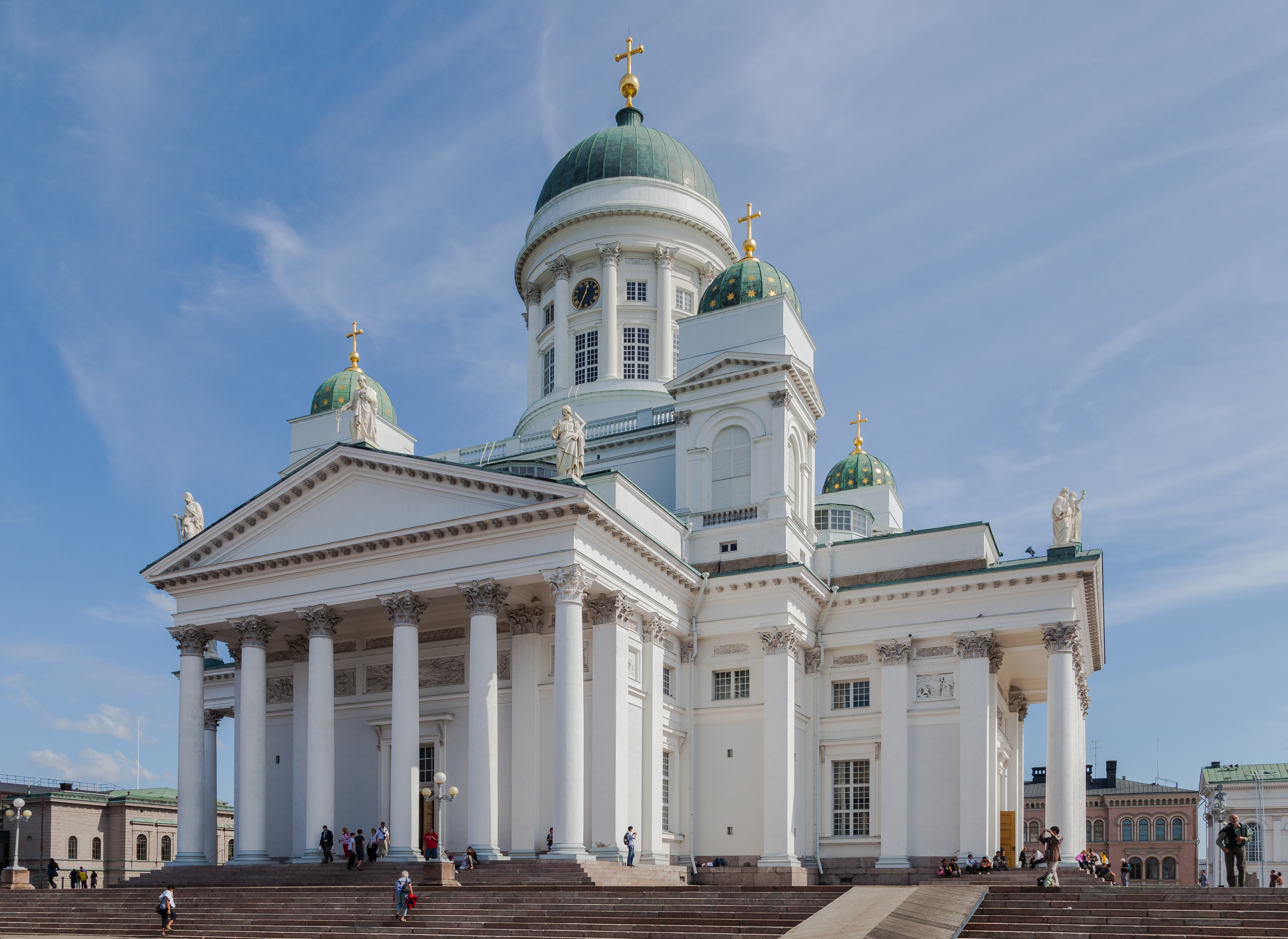
Catedral de Helsínquia

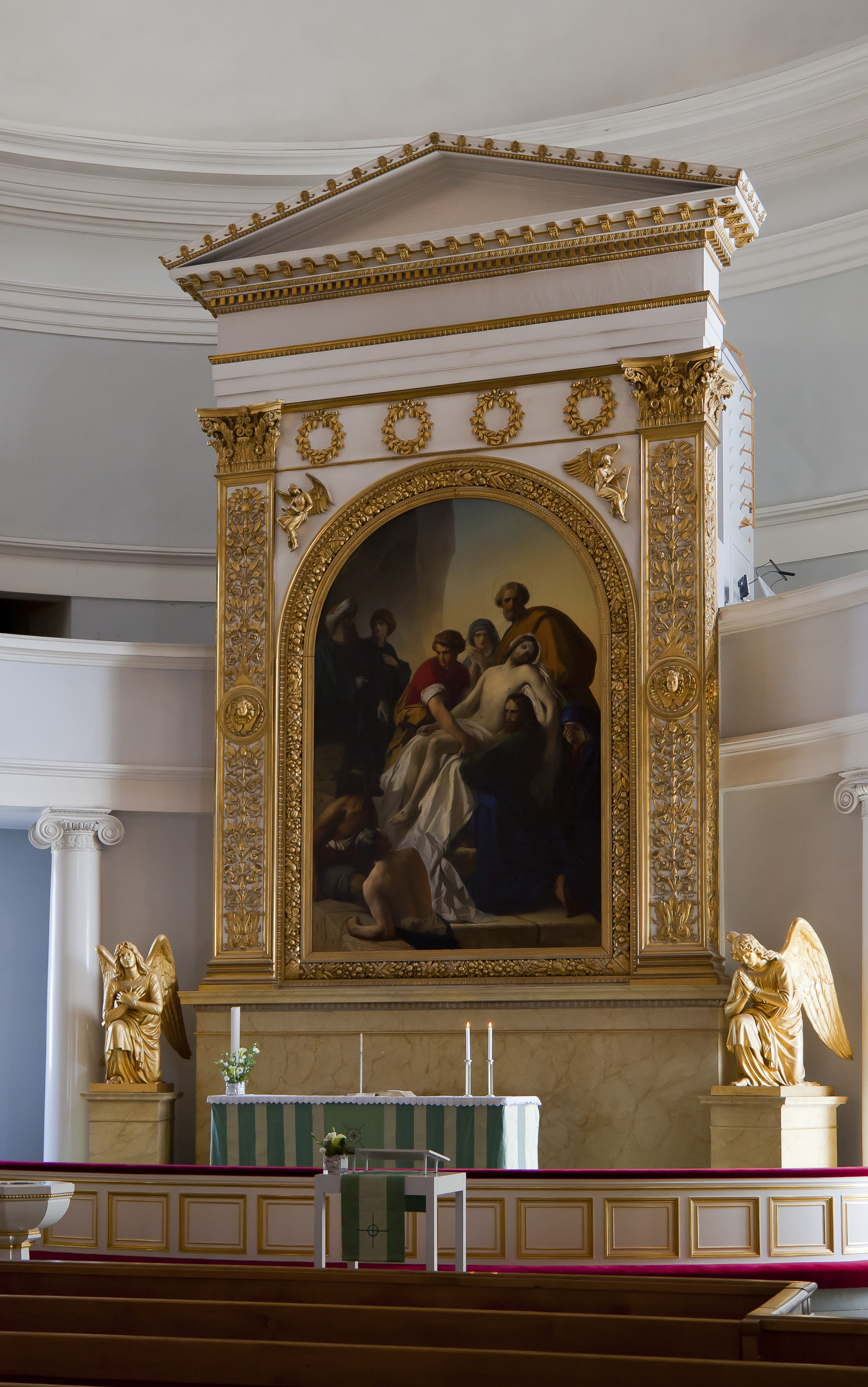
Altar

A Catedral de Helsínquia ou Catedral de Helsinque (em finlandês:  Helsingin tuomiokirkko ou Suurkirkko; em sueco:  Helsingfors domkyrka ou Storkyrkan) é uma catedral evangélica luterana da Diocese de Helsínquia, situada no centro de Helsínquia, na Finlândia.
Foi originalmente construída como tributo ao czar Nicolau I da Rússia, tendo sido conhecida como igreja de São Nicolau até à independência da Finlândia, em 1917.
A catedral constitui um local de destaque no centro de Helsínquia, ostentando uma cúpula verde e alta, rodeada por quatro cúpulas mais pequenas. Foi construída entre 1830 e 1852, em estilo neoclássico, tendo sido concebida por Carl Ludvig Engel como o ponto mais elevado da Praça Senaatintori, onde se encontra rodeada por outros edifícios do mesmo autor. Este supervisionou as obras até à sua morte, em 1840, tendo sido sucedido por Ernst Lohrmann. Nesta segunda fase, foram acrescentadas quatro  cúpulas mais pequenas, que estabelecem um claro vínculo arquitetónico com a Catedral de Santo Isaac em São Petersburgo, na Rússia. Foram também erigidas duas torres sineiras e incorporadas estátuas de zinco dos Doze Apóstolos, nos vértices exteriores.
A planta da catedral é em cruz grega, ou seja com um centro de massa quadrada e quatro braços com as mesmas dimensões, sendo simétrica em todos os 4 pontos cardeais, marcados individualmente por uma colunata e um frontão.
Comparado com o fausto do exterior neoclássico, o interior pode ser considerado algo espartano, mas ainda assim interessante. Pode albergar até 1300 fiéis e possui um altar datado da década de 1880, com estátuas de anjos e púlpito concebidos por Engel. Dispõe também de um órgão.
Antes da ter sido construída, existia no mesmo local uma igreja mais pequena, construída em 1727, chamada igreja de Ulrica Leonor. No princípio da década de 2000, foi construída uma réplica desta antiga igreja em neve, na mesma Praça Senaatintori.
Em 1959, a então igreja tornou-se catedral.
Atualmente, a catedral constitui uma das atrações turísticas mais visitadas em Helsínquia. Todos os anos, mais de 350.000 pessoas a visitam. É usada regularmente para serviços litúrgicos, incluindo casamentos. Foi submetida a restauro nos anos 1980 e 1990.
Na sua cripta funciona atualmente um café e, por vezes, têm lugar concertos e exposições.